# Theodor Glazer
Theodor Glazer (* in Meldorf; † 3. Oktober 1617 in Lübeck) war ein deutscher Jurist und Autor.

## Leben
Glazer immatrikulierte sich 1598 unter Herkunftsangabe als Glaserius an der Universität Rostock. Als er sich 1609 beim Rat der Hansestadt Lübeck schriftlich um eine Anstellung bewarb, konnte er bereits auf eine lange Veröffentlichungsliste als Autor verweisen. Er wurde im Mai 1609 als Ratssekretär der Hansestadt Lübeck vereidigt. 1614 wurde er dem altersschwachen Protonotar Franciscus Knockert († 1619) in der Führung des Lübecker Oberstadtbuchs zur Seite gestellt. Seine Eintragungen markieren den Wechsel vom mittelniederdeutschen zur neuhochdeutschen Kanzleisprache in Lübeck. Er starb jedoch schon früh im Herbst 1617 und wurde in der Lübecker Marienkirche bestattet.
Neben seinen juristischen Schriften und vielen Gelegenheitsschriften gab er die Gedichte des kaiserlichen Poeta laureatus und Konrektors der Gelehrtenschule des Johanneums in Hamburg Henning Conradinus nach dessen Tod im Jahr 1590 im Auftrag und auf Kosten des Hamburger Bürgermeisters Eberhard Twestreng heraus.